# Fredericco Corleone
Fredericco Corleone je fiktivní postava z románu Kmotr od Maria Puza. 

## Charakteristika
Fredericco Corleone je prostředním synem Vita Corleona. Jako o Donově nástupci se o něm neuvažovalo. Původně se nervově zhroutil, poté co byl svědkem postřelení svého otce. Později se stal ředitelem hotelu v Las Vegas. U Dona upadl v mírnou nemilost, když začal podnikat různé sexuální výstřednosti, jako když si například vzal do postele dvě ženy najednou. Jednoho dne Michaela nevědomky zradí a ačkoli mu Michael nabízí milost, uprchne do New Yorku. Později se vrací, ovšem Michael jej nechává při rybaření na jezeře u svého domu zabít.

## Rodina
- Otec – Vito Corleone
- Matka – Carmela Corleone
- Starší bratr – Santino Corleone
- Mladší bratr – Michael Corleone
- Mladší sestra – Constanzia Corleonová
- Poloadoptivní bratr – Tom Hagen